# Marie Fiedorová
Marie Fiedorová (rozená Wallková, 6. srpna 1855 Opava – 10. října 1917 tamtéž) byla slezská průmyslnice a podnikatelka v potravinářství, spoluzakladatelka a majitelka úspěšného závodu Theodor Fiedor na výrobu pečených oplatek v Opavě. Podnik se následně vypracoval na největší závod svého druhu v celém Rakousku-Uhersku. Po smrti manžela Theodora Fiedora roku 1887 firmu po 28 let sama řídila, což bylo v dobovém kontextu vzhledem velikosti společnosti neobvyklé. Firma byla po roce 1989 obnovena pod názvem Opavia. Jméno rodiny zakladatelů připomíná nadále vyráběná čokoládová oplatka Fidorka.

## Život

### Mládí
Narodila se pod jménem Maria Wallek v Opavě, kde vychodila obecnou školu. Provdala se za Theodora Fiedora, jehož rodina již ve druhé generaci přes 20 let vyráběla v Opavě oplatky. S jejich výrobou začali Theodorovi rodiče: soukeník Kaspar Melchior Balthasar Fiedor (1811-1879) si jimi od roku 1840 jen přivydělával ke své profesi, po zboření městských hradeb je prodával na opavské parkové promenádě, nově zavedeném společenském centru. Především se tam výrobě a prodeji věnovala jeho manželka Amálie Fiedorová, rozená Saligerová (* 1816), která po matce Marianně Schwarzové pocházela ze staré pekařské rodiny. To ona stávala na promenádě s pekařskými kleštěmi a lisovala tehdy módní lázeňské oplatky. 
Fiedorovi měli čtyři děti. Z nich rodinný podnik po smrti otce Kaspara Melchiora Balthasara Fiedora roku 1879 převzal nejmladší Theodor (* 5.8.1848).
Původně se vyučil knihařem. Když se rodina přestěhovala do domu v Masné ulici, převzal a rozšířil provoz pekárny s větším sortimentem oplatek a dalšího sladkého pečiva.

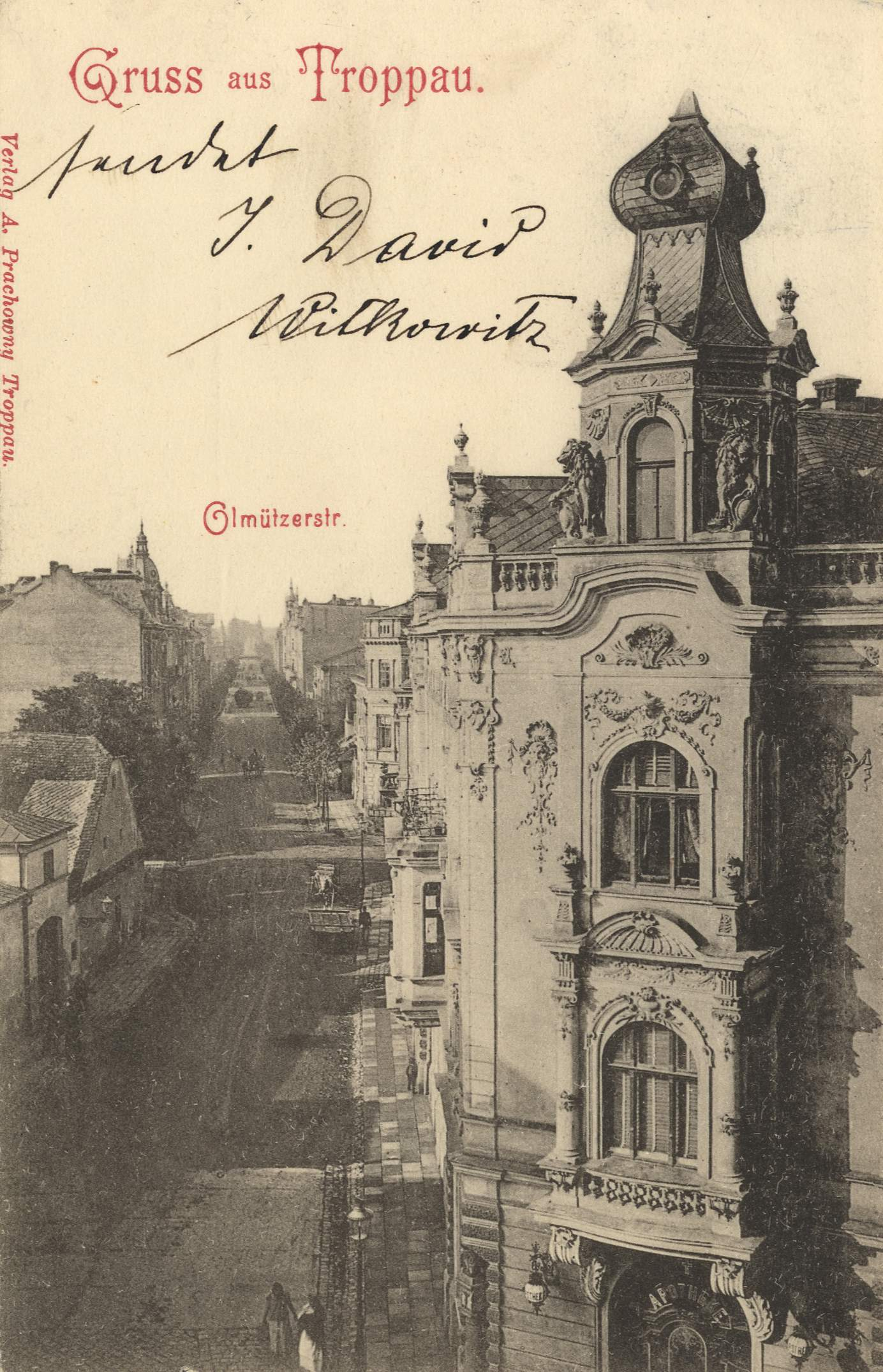
Olomoucká ulice v Opavě v roce 1898

Narůstající poptávka přiměla manžele uvažovat o velkovýrobě zboží. V 80. letech 19. století zřídili Fiedorovi větší výrobní dílnu vybavenou stroji. Roku 1887 Theodor Fiedor zemřel, Marie Fiedorová se následně ujala řízení firmy, zároveň přitom pečovala o své tři nedospělé syny, Oskara, Theodora a Antona. Firmu zdatně vedla a dále rozšiřovala, roku 1901 byl vybudován nový tovární závod v Olomoucké ulici zaměstnávající až 60 pracovníků. 
26.4. 1902 získala nová část továrny povolení k zahájení provozu. Továrna byla vybavena moderními rotačními pecemi, a tak se původní výroba oplatků stále rozšiřovala (např. o perníčky, suchary či čajové pečivo). Do počátku první světové války pokračovala přístavba přízemních objektů s ústím do Provaznické ulice. Hlavním odbytištěm výrobků se mimo domácí trh stala území Uherska, Haliče, Rakouska a Slezska. V době první světové války se pak činnost továrny zastavila z důvodu povolání Oskara Fiedora k výkonu vojenské služby. Následně Marie Fiedorová vedla závod až do své smrti.

### Úmrtí
Marie Fiedorová zemřela 10. října 1917 v Opavě a byla pohřbena do rodinné hrobky na zdejším městském hřbitově.

### Po smrti
Firmu zdědil nejstarší syn Oskar Fiedor (* 11.8.1880). Provoz továrny byl obnoven krátce po válce v roce 1919. Ve dvacátých letech chtěla firma obstát ve velké konkurenci okolních podniků, a tak se z rodinného podniku vytvořila 14. ledna 1926 společnost s ručením omezeným. Během druhé větové války byla firma omezena a při osvobozovacích bojích o Opavu utrpěla jen nepatrné ztráty. Proto byl provoz obnoven krátce po válce. S převzetím moci v Československu komunistickou stranou v únoru 1948 a následným znárodněním veškerého hospodářství ve státě byl závod rodině Fiedorových odebrán. K definitivnímu zániku firmy došlo jejím výmazem dne 27.8.1951.

### Rodinný život
Marie Fiedorová se v Opavě vdala za Theodora Fiedora (1848–1887), z jejich manželství vzešly tři děti. Syn Oskar Theodor (1880–?1946) po její smrti podnik vedl. Jeho manželkou byla Christina Fiedorová, rozená Jelínková, z podnikatelské palírenské rodiny Rudolfa Jelínka.